# Alberto Amaral
Carlos Alberto Rodrigues Amorim Amaral est un coureur cycliste portugais, né le 11 décembre 1969 à Arcos de Valdevez.

## Palmarès
- 1994
  - Circuit des champions
  - 4e étape du Tour de l'Alentejo
- 1995
  - 6e étape du Grand Prix Lacticoop
- 1996
  - Tour de l'Algarve :
    - Classement général
    - 3e et 6e étapes

  - 7e étape du Grand Prix International Costa Azul
- 1997
  - 3eb étape du Grande Prémio do Minho
  - 2e du Grande Prémio do Minho
  - 3e du Grand Prix Sport Noticias
- 1998
  - 5e étape du Grand Prix Abimota
  - 4e étape du Grand Prix Sport Noticias